# Makromolekyle
En makromolekyle er en meget stor molekyle, såsom protein, ofte skabt ved polymerisering af mindre underenheder (monomerer). De består typisk af tusinder eller flere atomer. De mest almindelige makromolekyler indenfor biokemien er biopolymerer (nukleinsyrer, proteiner, kulhydrater og polyfenoler) og store ikke-polymeriske molekyler (såsom lipider og makrocykler). Blandt syntetiske makromolekyler er  almindelig plast og kunstfibre såvel som eksperimentelle materialer såsom kulstof-nanorør.

## Fodnoter
1. ↑  Stryer L, Berg JM, Tymoczko JL (2002). Biochemistry (5th udgave). San Francisco: W.H. Freeman. ISBN 0-7167-4955-6.{{cite book}}:  CS1-vedligeholdelse: Flere navne: authors list (link)
2. ↑  Life cycle of a plastic product Arkiveret 17. marts 2010 hos  Wayback Machine. Americanchemistry.com. Retrieved on 2011-07-01.
3. ↑  Gullapalli, S.; Wong, M.S. (2011). "Nanotechnology: A Guide to Nano-Objects" (PDF). Chemical Engineering Progress. 107 (5): 28-32. Arkiveret fra originalen (PDF) 13. august 2012. Hentet 31. maj 2016.

| Kemi | Spire Denne artikel om kemi er en spire som bør udbygges. Du er velkommen til at hjælpe Wikipedia ved at udvide den. |